# آلة جلدية

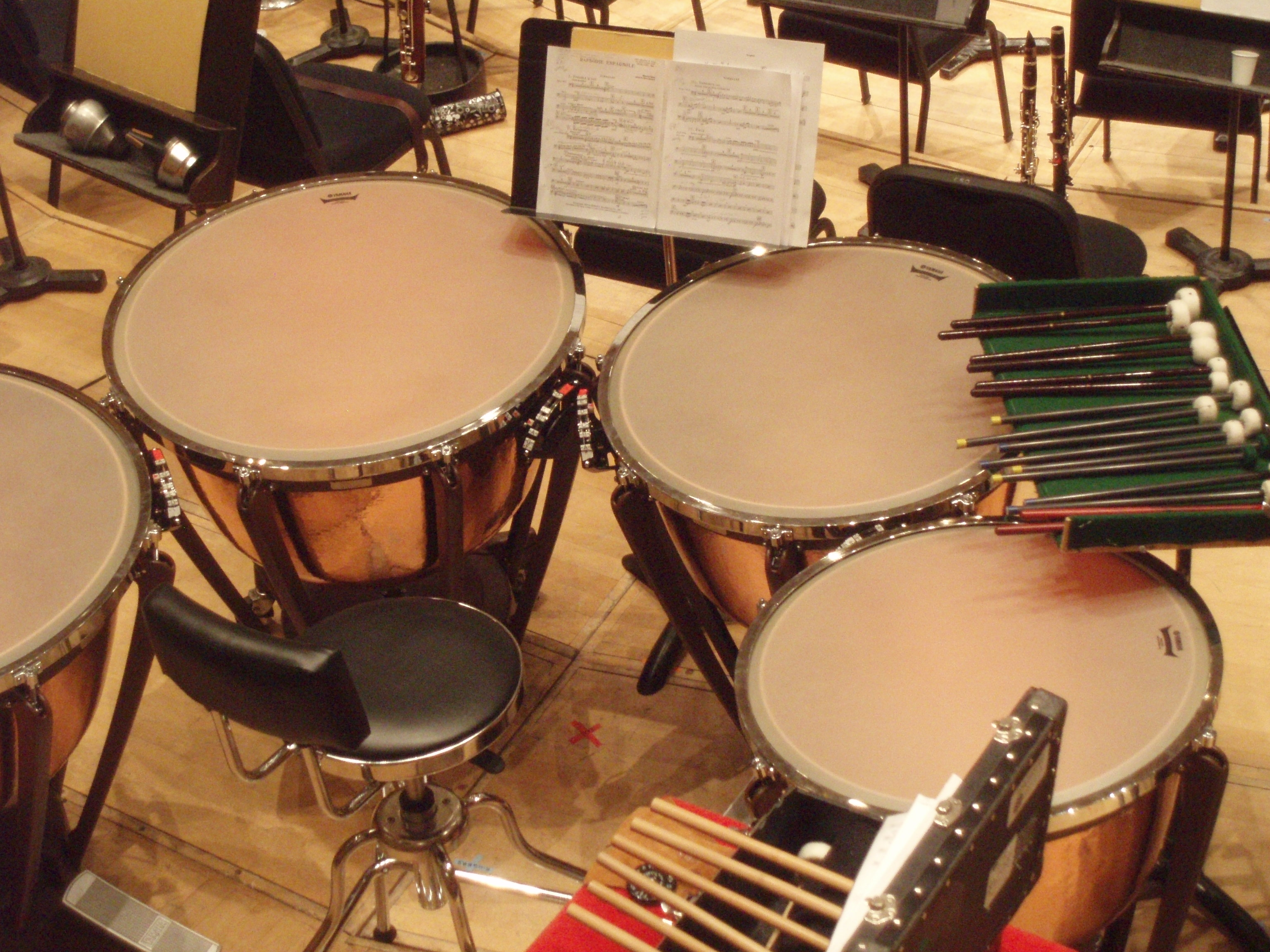

الآلة الجلدية (بالإنجليزية: membranophone)‏ هي أي آلة تنتج صوتها طريق اهتزاز غشاء الصوت، وهي واحدة من التقسيمات الأربع الرئيسية للآلات في نظام هورنبوستيل-ساكس الأصلي لتصنيف الآلات الموسيقية.

## هورنبوستيل-ساكس
يقسم نظام هورنبوستيل-ساكس لتصنيف الآلات الموسيقية الجلدية عن طريق تصنيف رقمي حسب طريقة إنتاج الصوت:
- 21: عن طريق ضرب جلد الطبل باليد أو باستخدام أداة (وهي الهيئة الأكثر انتشارا، وتتضمن الطبل الجانبي والدفية)
- 22: عن طريق سحب خيط به عقدة ومربوط بجلد الطبل (شائع في الطبول الهندية، وقد يعتبر مثالا على الكوردوفونات أيضا)
- 23: عن طريق فرك جلد الطبل باليد أو باستخدام أداة (شائع في الموسيقى التقليدية الإيرلندية)
- 24: عن طريق تغيير أصوات أخرى عبر غشاء مهتز (هيئة غير اعتيادية، وتتضمن "الكازو")[5]

## تصنيفات تقليدية
يتضمن التصنيف التقليدي للآلات الهندية قسمين من الآلات الإيقاعية:
- Ghan: آلات إيقاع دون غشاء مثل الصنجة والأجراس
- Avanaddh: آلات إيقاع بغشاء مثل الطبول الجلدية